# Крамар, Михаил Поликарпович
Михаил Поликарпович Крамар (укр. Михайло Полікарпович Крамар; 4 ноября 1935 года — 26 августа 2008 года) — советский и украинский актёр театра и кино. Народный артист Украины (2000).

## Биография
Родился 4 ноября 1935 года.
С 1957 года — актёр Театра имени Ивана Франко в Киеве. В труппу франковцев Михаила Крамара пригласил основатель театра Гнат Юра. Немало интересных ролей родились в сотрудничестве Михаила Крамара с Сергеем Данченко, Ириной Молостовой, Владимиром Оглоблиным, Петром Ильченко, Валентином Козьменко-Делинде и другими постановщиками.
Легендарным в творческой биографии актера стал фильм «Сватанье на Гончаровке» (Стецька в крамарской интерпретации любят зрители уже нескольких поколений).
Почти до последнего мгновения актёр продолжал играть на родной сцене (в трудовой книжке Крамара была одна запись: в 1957 году принят в Театр имени Ивана Франко). С блеском исполнял Михаил Поликарпович роли Хозяина ресторана в «Кине IV» и Берлиоза в «Мастере и Маргарите», демонстрируя свой феерический талант, артистизм. Кредо Крамара: «Нет маленьких ролей, а есть великие актеры».
Коллеги называли Михаила Поликарповича «суперпартнером, солнечным человеком и талисманом театра». Актёр имел особый дар — тонкое чувство юмора. Когда в театре появлялся Крамар, то на лицах всех франковцев появлялись улыбки. Известие о смерти актера потрясло. Очень трудно поверить, что больше никогда не прозвучит его заливистый смех и Михаил Поликарпович не выйдет на сцену, но память о мастере останется в сердцах всех, кто любит театр.
Почти за полстолетия Крамар создал целую галерею интересных и разнообразных ролей. Сегодня Михаила Поликарповича по праву называют корифеем-франковцем, а образы, рождённые талантом и мастерством известного актёра уже стали классикой украинского театра.
Ушёл из жизни 26 августа 2008 года после продолжительной болезни в Киеве. Похоронен на Байковом кладбище.

## Фильмография
- 1954 — Тревожная молодость — Петро Маремуха
- 1955 — Максим Перепелица — повар
- 1956 — Павел Корчагин — Васенька
- 1957 — Конец Чирвы-Козыря — музыкант на свадьбе
- 1957 — Крутые ступени — студент
- 1957 — Правда — солдат
- 1958 — Первый парень — Панас
- 1958 — Сватанье на Гончаровке — Стецько
- 1958 — Улица молодости — Толик
- 1959 — Это было весной
- 1962 — Королева бензоколонки — водитель
- 1965 — Гибель эскадры — контра
- 1967 — Большие хлопоты из-за маленького мальчика — папа Алеши
- 1967 — Вий — бурсак
- 1968 — Маленький школьный оркестр - эпизод
- 1969 — Злая судьба — Роман
- 1973 — Эффект Ромашкина — представитель завода молочнокислых изделий
- 1974 — Прощайте, фараоны! — Онисько
- 1979 — Вавилон XX — толстяк
- 1980 — Копилка — Джозеф
- 1985 — Осенние утренники — пенсионер
- 1988 — Генеральная репетиция
- 1989 — Трудно быть богом — Отец Аба